# Dnipro
Dnipro (în ucraineană Дніпро) este un oraș din Ucraina, capitala raionului Dnipro și a regiunii Dnipropetrovsk, situat pe fluviul Nipru. Fondat în anul 1776 pe locul așezării Novîi Kodak (în apropiere de ruinele vechii fortărețe Kodak), orașul purta inițial numele Ekaterinoslav, în cinstea împărătesei Ecaterina a II-a. Între 1796 și 1802 a fost redenumit Novorossiisk, revenind ulterior la denumirea de Ekaterinoslav, pe care a păstrat-o până în 1925. În 1926, sovieticii au schimbat numele orașului în Dnipropetrovsk, în cinstea liderului sovietic Grigori Petrovski. Orașul a căpătat denumirea actuală abia în 2016, în urma promulgării legilor privind decomunizarea țării.

## Demografie
Componența lingvistică a orașului Dnipro
     Rusă (53,08%)
     Ucraineană (45,87%)
     Alte limbi (0,21%)
Conform recensământului din 2001, majoritatea populației orașului era vorbitoare de rusă (53,08%), existând în minoritate și vorbitori de ucraineană (45,87%).

## Clima
| Date climatice pentru Dnipro  | Date climatice pentru Dnipro | Date climatice pentru Dnipro | Date climatice pentru Dnipro | Date climatice pentru Dnipro | Date climatice pentru Dnipro | Date climatice pentru Dnipro | Date climatice pentru Dnipro | Date climatice pentru Dnipro | Date climatice pentru Dnipro | Date climatice pentru Dnipro | Date climatice pentru Dnipro | Date climatice pentru Dnipro | Date climatice pentru Dnipro |
| Luna                          | Ian                          | Feb                          | Mar                          | Apr                          | Mai                          | Iun                          | Iul                          | Aug                          | Sep                          | Oct                          | Nov                          | Dec                          | Anual                        |
| ----------------------------- | ---------------------------- | ---------------------------- | ---------------------------- | ---------------------------- | ---------------------------- | ---------------------------- | ---------------------------- | ---------------------------- | ---------------------------- | ---------------------------- | ---------------------------- | ---------------------------- | ---------------------------- |
| Maxima medie °C (°F)          | −1 (30,2)                    | 0.0 (32)                     | 6.0 (42,8)                   | 15.2 (59,4)                  | 22.1 (71,8)                  | 25.6 (78,1)                  | 28.0 (82,4)                  | 27.4 (81,3)                  | 21.5 (70,7)                  | 13.8 (56,8)                  | 5.2 (41,4)                   | 0.2 (32,4)                   | 13,7 (56,7)                  |
| Media zilnică °C (°F)         | −3.7 (25,3)                  | −3.4 (25,9)                  | 1.8 (35,2)                   | 9.6 (49,3)                   | 16.1 (61)                    | 19.8 (67,6)                  | 22.1 (71,8)                  | 21.4 (70,5)                  | 15.5 (59,9)                  | 8.9 (48)                     | 2.0 (35,6)                   | −2.3 (27,9)                  | 9,0 (48,2)                   |
| Minima medie °C (°F)          | −6.1 (21)                    | −6.3 (20,7)                  | −1.6 (29,1)                  | 4.9 (40,8)                   | 10.6 (51,1)                  | 14.6 (58,3)                  | 16.7 (62,1)                  | 15.8 (60,4)                  | 10.7 (51,3)                  | 5.0 (41)                     | −0.5 (31,1)                  | −4.7 (23,5)                  | 4,9 (40,8)                   |
| Minima istorică °C (°F)       | −30 (−22.0)                  | −27.8 (−18.0)                | −19.2 (−2.6)                 | −8.2 (17,2)                  | −2.4 (27,7)                  | 3.9 (39)                     | 5.9 (42,6)                   | 3.9 (39)                     | −3 (26,6)                    | −8 (17,6)                    | −17.9 (−0.2)                 | −27.8 (−18.0)                | −30 (−22,0)                  |
| Precipitații mm (inches)      | 45 (1.77)                    | 43 (1.69)                    | 43 (1.69)                    | 38 (1.5)                     | 42 (1.65)                    | 60 (2.36)                    | 54 (2.13)                    | 43 (1.69)                    | 41 (1.61)                    | 37 (1.46)                    | 46 (1.81)                    | 47 (1.85)                    | 539 (21,22)                  |
| Umiditate [%]                 | 88                           | 85                           | 79                           | 67                           | 62                           | 66                           | 65                           | 62                           | 70                           | 77                           | 87                           | 88                           | 75                           |
| Nr. mediu de zile ploioase    | 9                            | 8                            | 10                           | 13                           | 13                           | 13                           | 12                           | 9                            | 10                           | 10                           | 12                           | 11                           | 130                          |
| Nr. mediu de zile cu ninsoare | 16                           | 15                           | 9                            | 1                            | 0.1                          | 0                            | 0                            | 0                            | 0                            | 1                            | 6                            | 15                           | 63                           |
| Sursă: Pogoda.ru.net          |                              |                              |                              |                              |                              |                              |                              |                              |                              |                              |                              |                              |                              |

## Personalități născute aici
- Elena Blavatschi (1831 - 1891), scriitoare, filozof, ocultist;
- Vsevolod Garșin (1855  -1888), scriitor;
- Moses Schönfinkel (1889 – 1942), matematician rus;
- Serghei Prokofiev (1891 - 1953), compozitor, pianist, dirijor rus;
- Viktor Petrov (1894 - 1969), scriitor;
- Katherine Esau (1898 - 1997), botanistă;
- Menachem Mendel Schneerson (1902 - 1994), rabin american;
- Grigori Piatigorski (1903 - 1976), violoncelist american;
- Peter Kapschutschenko (1915 - 2006), sculptor;
- Viktor Cebrikov (1923 - 1999), fost șef al KGB;
- Leonid Kogan (1924 - 1982), violonist;
- Pavel Andreicenko (1930 - 2001), dansator rom din Republica Moldova.[5]
- Ilia Kabakov (n. 1933), artist conceptual;
- Leonid Kucima (n. 1938), om politic, fost președinte al Ucrainei;
- Iuri Meșkov (n. 1945), fost președinte al Republicii Crimeea;
- Konstantin Lopușanski (n. 1947), regizor, director de imagine;
- Leonid Levin (n. 1948), informatician american;
- Pavlo Lazarenko (n. 1953), om politic, fost premier al Ucrainei;
- Iulia Timoșenko (n. 1960), politician, femeie de afaceri, fost premier al Ucrainei;
- Viktor Pinciuk (n. 1960), om de afaceri;
- Inessa Kraveț (n. 1966), atletă;
- Oksana Baiul (n. 1977) sportivă la patinaj artistic;
- Kirilo Fesenko (n. 1986), baschetbalist;
- Tatiana Volosozhar (n. 1986), sportivă (patinaj artistic).